# Aeroportul Ghazni
Aeroportul Ghazni (IATA: GZI, ICAO: OAGN) este un aeroport din Ghazni, Gʻazni tumani⁠(d), Provincia Ghazni, Afganistan.
Situat la o altitudine de 2.172 m, aeroportul dispune de o singură pistă.